# الماس کندی
الماس کندی یک روستا در بخش مرکزی شهرستان اردبیل است که در دهستان ارشق شرقی واقع شده‌است.